# Imre Palló
Imre Palló (Budapest, 15 maggio 1941) è un direttore d'orchestra e docente ungherese.

## Biografia
Suo padre, Imre Palló, fu il baritono principale della Budapest State Opera per 50 anni e anche direttore della compagnia dal 1956-1960. Il compositore Zoltán Kodály era un amico intimo della famiglia Palló e fu il suo padrino, giocando un ruolo molto influente nella sua prima formazione musicale e istruzione. Studiò con Hans Swarowsky all'Accademia di musica di Vienna e privatamente con Ferenc Fricsay. Fu assistente personale di Fricsay al Salzburg Summer Festival e anche assistente di Herbert von Karajan e Karl Böhm ai Festival di Salisburgo e al Festival di Vienna dal 1961 al 1964. Fu anche assistente di Antal Doráti per le registrazioni di Haydn con la Philharmonica Hungarica per l'etichetta Decca.
Fece il suo debutto americano con la National Symphony Orchestra a Washington nel 1973. È stato il direttore musicale della Hudson Valley Philharmonic nello stato di New York dal 1976 al 1991. Ha anche lavorato come direttore alla Wuppertal Opera (1964–1968), della Deutsche Oper am Rhein, Düsseldorf (1968–1972) e come direttore ospite principale della New York City Opera (1974–1989) e all'Oper Frankfurt (1989–1992).
Come direttore ospite, ha lavorato con Israel Philharmonic, Los Angeles Philharmonic, Dortmund Philharmonic, Budapest Philharmonic, Bavarian State Orchestra Munich, Budapest Symphony Orchestra of the Hungarian Radio and Television, Orchestre Philharmonique de Luxembourg, Staatskapelle Weimar, Brooklyn Philharmonic, Lisbon Radio Orchestra, Columbus Symphony, New Jersey Symphony, Edmonton Symphony e Orchestra Victoria a Melbourne Australia. Ha anche diretto produzioni operistiche con Canadian Opera Company, Cincinnati Opera, Opera Cleveland, Connecticut Opera, Pittsburgh Opera, Philadelphia Opera, Portland Opera, Saint Louis Opera, San Francisco Opera, Washington Opera, Vancouver Opera, Manitoba Opera, New Israeli Opera, Den Norske Opera Oslo, De Vlaamse Opera Antwerp, Budapest State Opera, Badisches Staatstheater Karlsruhe, Berlin State Opera, Leipzig Opera, Deutsches Nationaltheater Weimar, West Australian Opera (Perth) e Opera Australia.

## Insegnamento
Imre Pallo è stato anche professore di musica presso la scuola di musica dell'Università dell'Indiana dal 1994-2006 e presidente della direzione strumentale presso la scuola di musica dell'Università dell'Indiana dal 1998 al 2006. Successivamente è stato professore, Pro-Rettore e presidente della direzione d'orchestra e produzione d'opera presso il Conservatorio di musica di Sydney (Università di Sydney) dal 2006 al 2012.
Attualmente vive a Venice, in Florida ed è il direttore ad interim e il direttore musicale della Venice Symphony. Ha inaugurato l'International Conducting Academy dal 16 al 21 maggio 2016 al Venice Performing Arts Center.